# Allergenendatabank
De Allergenendatabank is sinds 2009 opgegaan in de levensmiddelendatabank (LeDa) van het Voedingscentrum. De ALBA lijst, zoals de lijst voorheen genoemd werd, was een gegevensverzameling over grondstoffen voor voedingsmiddelen die allergische reacties kunnen veroorzaken, de zogenaamde allergenen. Ook stoffen die geen allergische reactie geven, maar waarvoor sommige mensen overgevoelig zijn (men spreekt dan van voedselintolerantie) werden geregistreerd. 
In de databank zijn gegevens van ruim honderd fabrikanten opgenomen, die doorgeven welke grondstoffen in hun producten zitten. Op basis van deze gegevens stelt het Voedingscentrum lijsten op met merkartikelen die gegarandeerd vrij zijn van bepaalde allergenen. Met behulp van deze lijsten kunnen consumenten die lijden aan bepaald allergieën voedingsmiddelen inkopen, die ze veilig kunnen eten. 
De databank bevatte gegevens over vierentwintig stoffen, die voedselallergie of voedselintolerantie kunnen geven. Sinds 2017 is dat beperkt tot de veertien stoffen uit de Europese wetgeving. Van ruim 17,000 voedingsproducten wordt bijgehouden welke (mogelijke) allergenen ze kunnen bevatten.
Van de volgende allergene ingrediënten wordt informatie verzameld: 
| - gluten - schaaldieren - ei - vis - pinda - soja - melk | - noten - selderij - mosterd - sesam - sulfiet - lupine - weekdieren |

Van de volgende allergene ingrediënten werd tot 2017 ook informatie verzameld in de levensmiddelendatabank. Dat de vergaring en publicatie van deze gegevens sinds 2017 niet meer wordt voortgezet, wordt door sommigen betreurd.
- lactose
- cacao
- glutamaat
- kippenvlees
- koriander
- mais
- peulvruchten
- rundvlees
- varkensvlees
- wortel